# Alfarrobeira

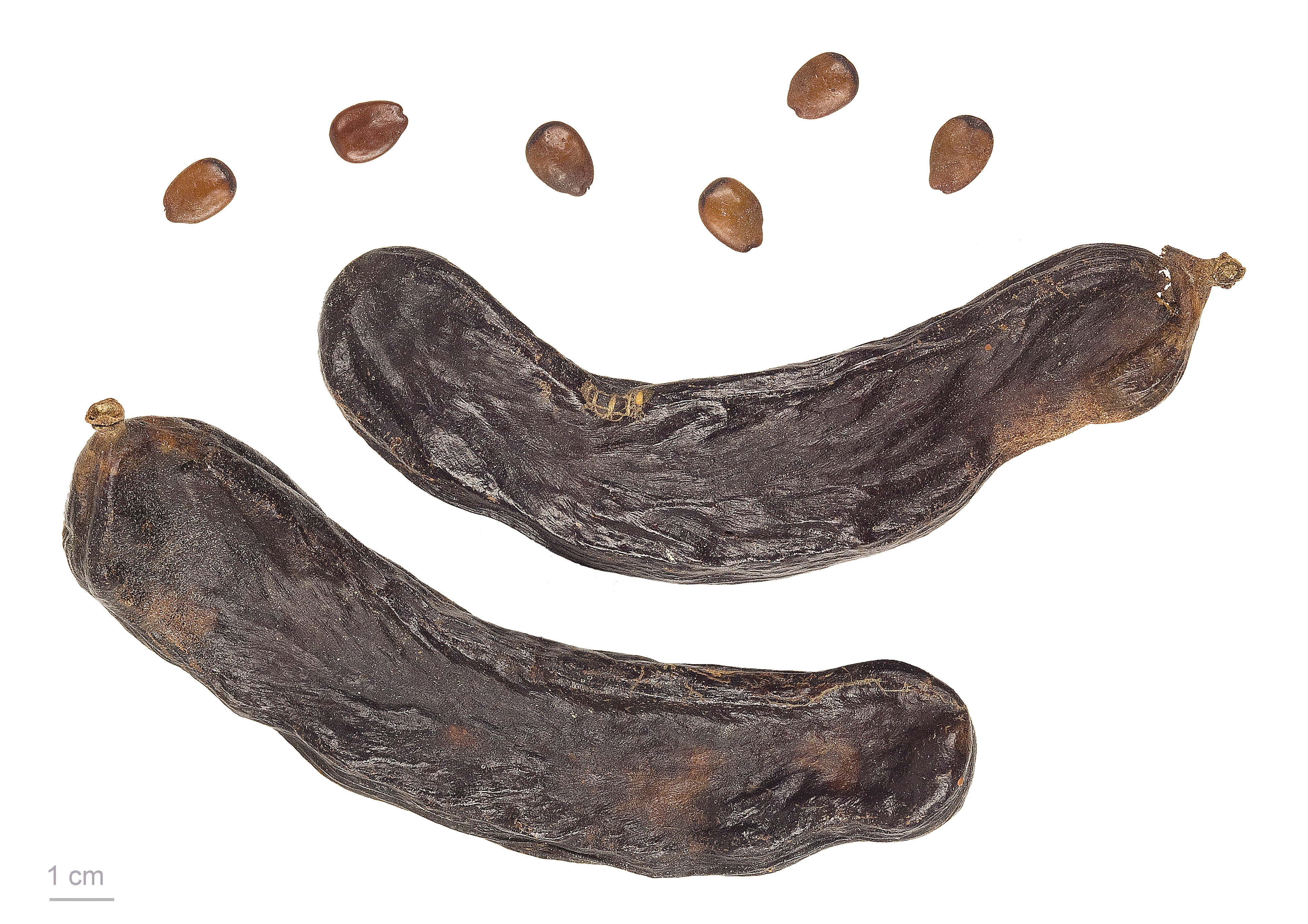
Ceratonia siliqua - MHNT

A alfarrobeira (Ceratonia siliqua), também conhecida como Pão-de-João ou Pão-de-São-João, figueira-de-pitágoras e figueira-do-egipto, é uma árvore de folha perene, originária da região mediterrânica, que atinge cerca de 10 a 20 m de altura, e cujo fruto é a alfarroba (do hebraico antigo charuv (חרוב), a semente, pelo árabe al karrub, a vagem, corruptela daquele outro termo).

## Etimologia, História e Significado Cultural
A palavra vem do francês médio Carobe, que foi tomada a partir de árabe  خروب (kharrūb, "vagem de alfarroba" ), que deriva de idioma acadiano  kharubu. Ceratonia siliqua, o nome científico da alfarrobeira, deriva do grego kerátiοn (κεράτιον), "fruto da alfarrobeira" (de keras [κέρας] "chifre"), e Latim siliqua "semente de alfarroba." O termo quilate, a unidade de peso usada para metais e pedras preciosas, também é derivado da palavra grega kerátiοn (κεράτιον), aludindo a uma antiga prática comum no Oriente Médio, de pesar ouro e pedras preciosas com as sementes da árvore de alfarroba. O peso de cada semente é bem uniforme e muito próximo a 0,2 g, o mesmo peso de um quilate de diamante, nos dias de hoje.
É provavelmente também mencionado no Novo Testamento, em Mateus 3:4, ao informar que João Batista (daí o termo Pão-de-São-João) subsistiu com "gafanhotos e mel silvestre"; a palavra grega traduzida como "gafanhotos" pode se referir ao fruto da alfarroba, ao invés do inseto gafanhoto. Isto é sugerido porque os termos hebraicos para "gafanhotos" (hagavim) e "alfarrobeiras" (haruvim) são muito similares
Novamente, em Lucas 15:16, na Parábola do Filho Pródigo, quando o Filho Pródigo está no campo da pobreza espiritual e social, ele deseja comer as vagens com que está alimentando aos porcos, pois ele está sofrendo de inanição. O uso da alfarroba durante uma fome é provavelmente um resultado da resistência da alfarrobeira ao clima rigoroso e à seca. Durante um período de fome, aos porcos eram dadas alfarroba para que não fosse um fardo para os limitados recursos do agricultor.
Subsiste menção da alfarroba no Talmud:. Berakhot relatórios de Rabi Haninah. O Talmude judeu apresenta uma parábola de altruísmo, vulgarmente conhecido como "Honi e a árvore de Alfarroba", que menciona que uma alfarrobeira leva 70 anos para dar frutos; o que significa que o plantador não irá beneficiar de seu trabalho, mas funciona no interesse das gerações futuras. Na realidade, a idade de frutificação de alfarrobeiras varia.
O uso da planta alfarrobeira remonta a cultura da Mesopotâmia (atual Iraque). As vagens de alfarroba foram usadas para fazer sucos, doces, e foram muito apreciadas devido a seus muitos usos. A alfarrobeira é mencionado com frequência nos textos que datam de milhares de anos, destacando o seu crescimento e cultivo no Oriente Médio e Norte da África. A alfarrobeira é mencionado com reverência em "A Epopeia de Gilgamesh", uma das primeiras obras de literatura de existência.
Existem indícios de que os romanos mastigavam as suas vagens secas, muito apreciadas pelo seu sabor adocicado. Na época romana tardia, a moeda de ouro puro conhecido como o solidus pesava 24 sementes quilates (cerca de 4,5 gramas). Como resultado, o Quilate também tornou-se uma medida de pureza para o ouro. Assim, de 24 quilates de ouro significa 100% puro, 12 quilates de ouro significa a liga contém 50% de ouro, etc. O sistema acabou padronizado, e um quilate foi fixada em 0,2 gramas.
Como outras, a planta teria sido levada pelos árabes para o Norte de África, Espanha e Portugal.
Durante a Segunda Guerra Mundial, era comum para o povo de Malta comer alfarroba secas e figos como um suplemento à alimentação racionada.
Pensa-se que as suas sementes foram usadas, no antigo Egipto, para a preparação de múmias; foram, aliás, encontrados vestígios de suas vagens em túmulos.

## Alternativa ao Chocolate
Naturalmente doce, a alfarroba dispensa o uso de açúcar na fabricação de seus produtos, razão porque tem se tornado uma crescente e importante alternativa ao chocolate, pois além de não conter estimulantes como cafeína e teobromina, ela é rica em vitaminas e minerais. Contém altos níveis de carboidratos (75,92%) e de proteínas (6,34%) e baixo nível de gordura saturada (1,99%).
Do fruto da alfarrobeira tudo pode ser aproveitado, embora a sua excelência esteja ainda ligada à semente, donde é extraída a goma, constituída por hidratos de carbono complexos (galactomananos), que têm uma elevada qualidade como espessante, estabilizante, emulsionante e múltiplas utilizações na indústria alimentar, farmacêutica, têxtil e cosmética.
Mas a semente representa apenas 10% da vagem e o que resta – a polpa - tem sido essencialmente utilizado na alimentação animal quando, devido ao seu sabor e características químicas e dietéticas, bem pode ser mais aplicado em apetecíveis e saborosas preparações culinárias.
A farinha de alfarroba é a fracção obtida pela trituração e posterior torrefacção da polpa da vagem. Contém, em média, 48-56% de açúcar (essencialmente sacarose, glucose, frutose e manose), 18% de fibra (celulose e hemicelulose), 0,2-0,6% de gordura, 4,5% de proteína e elevado teor de cálcio (352 mg/100 g) e de fósforo. Por outro lado, as características particulares dos seus taninos (compostos polifenólicos) levam a que a farinha de alfarroba seja muitas vezes utilizada como antidiarreico, principalmente em crianças.

## Vitaminas e Minerais
| Alfarroba      |             |
| Minerais       | mg/Kg       |
| Mn             | 10,24       |
| Zn             | 24,71       |
| Fe             | 381,80      |
| Cu             | 4,84        |
| Se             | 9,79        |
| Ca             | 2123,00     |
| Na             | 505,97      |
| K              | 8637,64     |
| P              | 2255,21     |
| S              | 17577,80    |
| Vitaminas      | Test unid   |
| Lipossolúveis  | µg / 100 g. |
| A              | 1.407       |
| E              | 5.377       |
| D              | 4.9         |
| Hidrossolúveis | mg / 100 g  |
| C              | 830.08      |
| B2             | 0.38        |
| Niacina        | 185.68      |
| B6             | 23.80       |
| Ácido Fólico   | 41.97       |
| B12            | 1.30        |

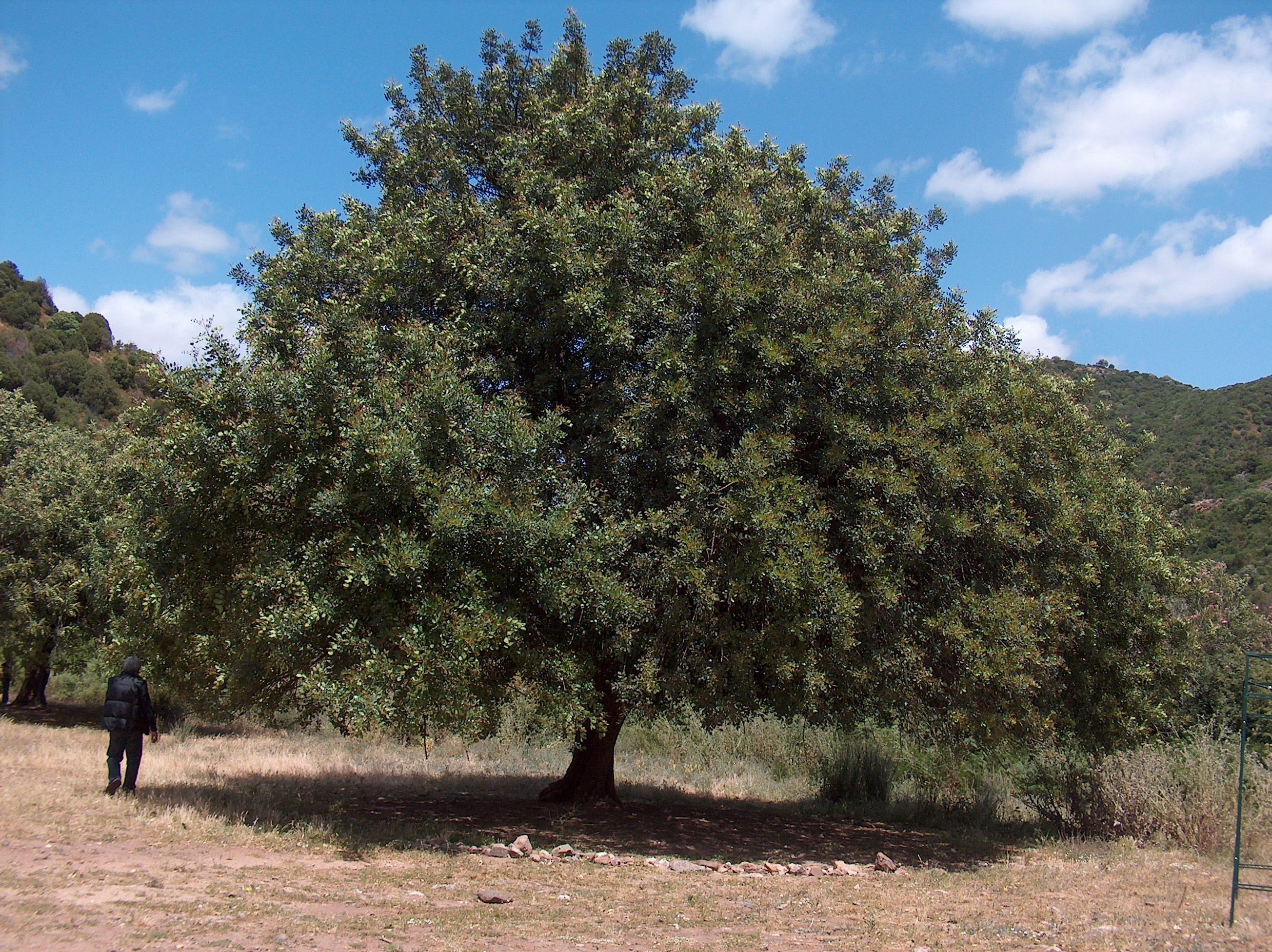
Ceratonia siliqua nativa habitat (Sardinia, Italy).
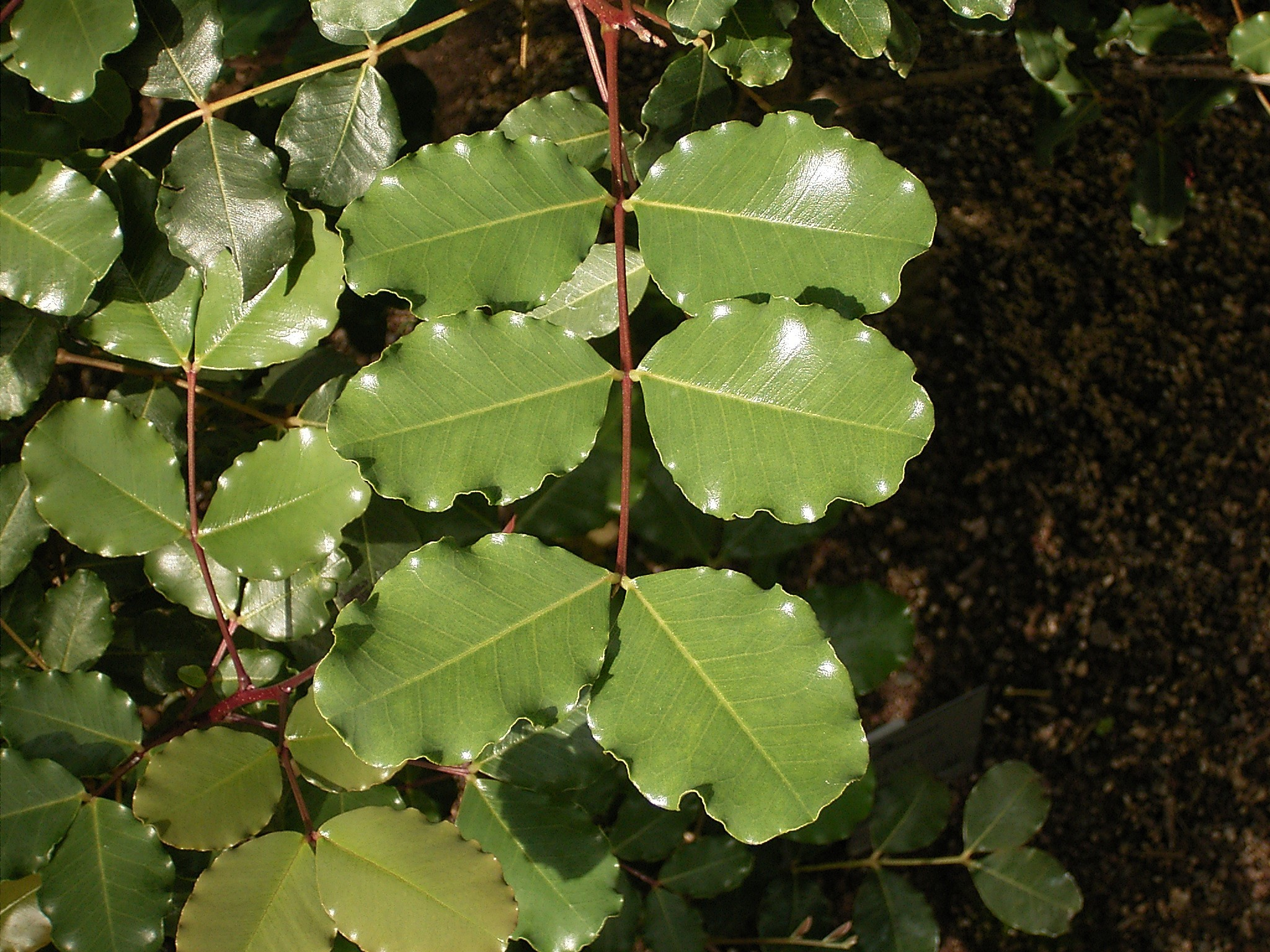
Ceratonia siliqua, folhas.
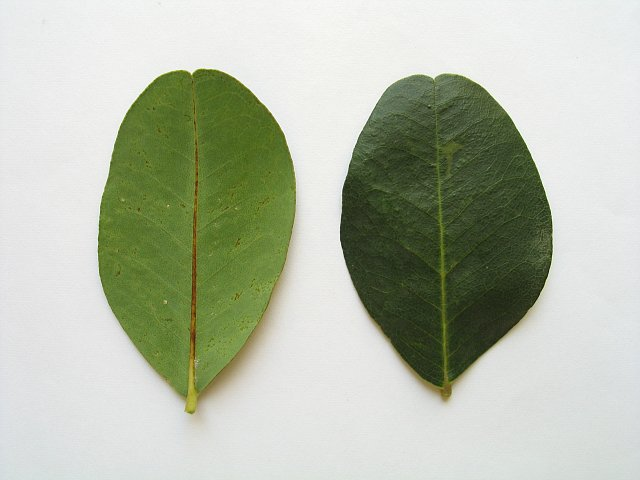
Ceratonia siliqua, superfícies abaxial e adaxial da folha.
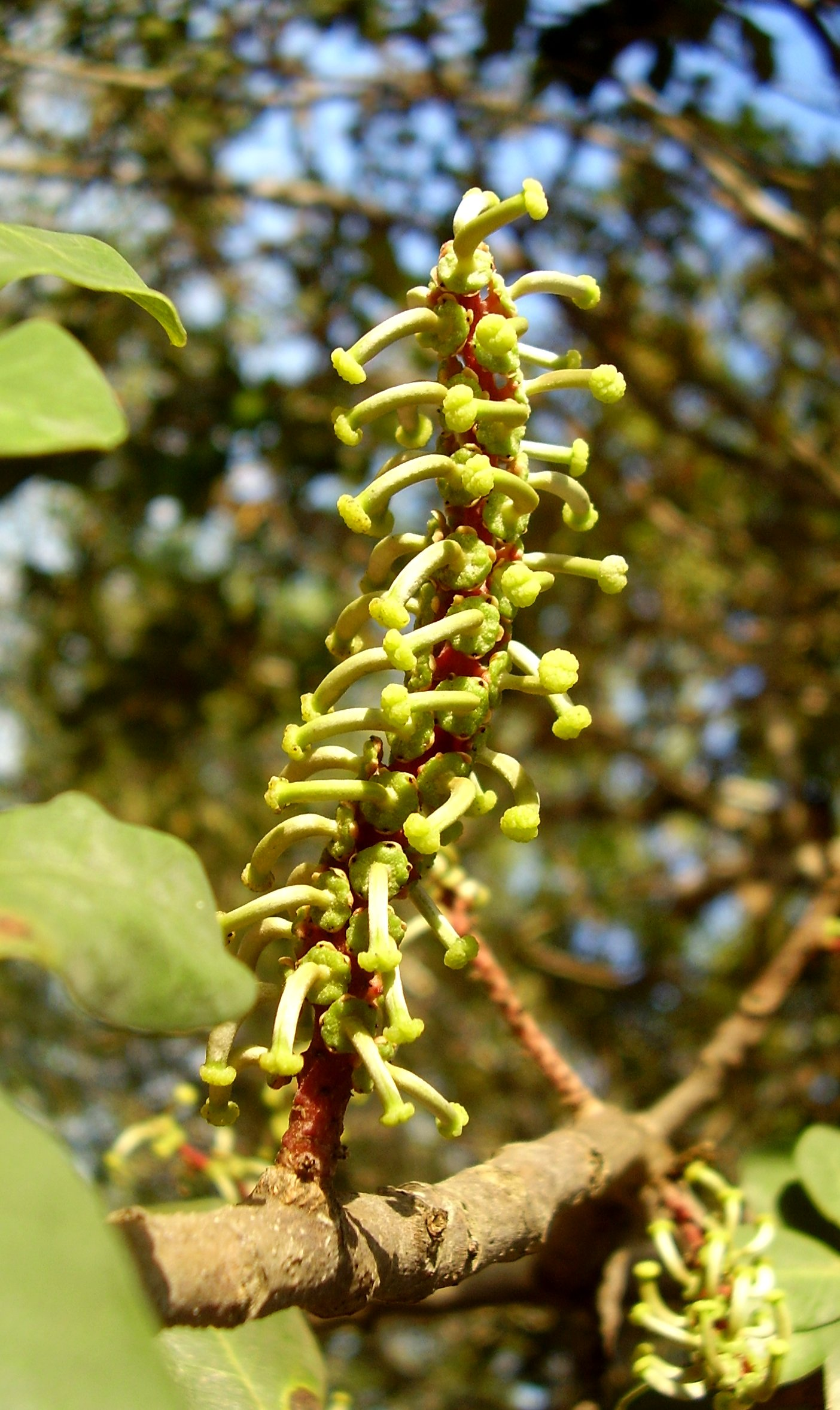
Ceratonia siliqua, flor.
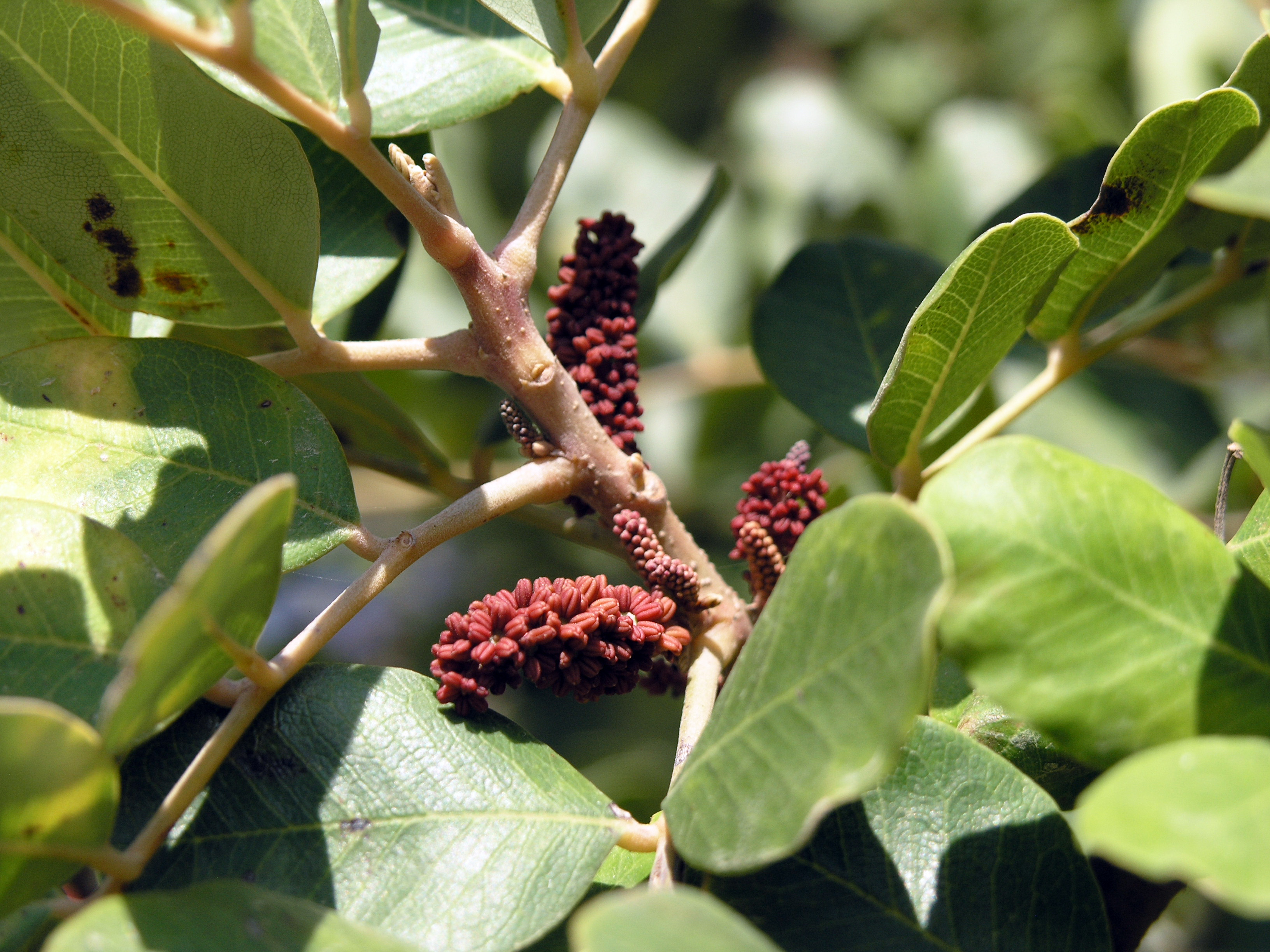
Ceratonia siliqua, flores masculinas, que emanam um forte odor (Outubro 2013).
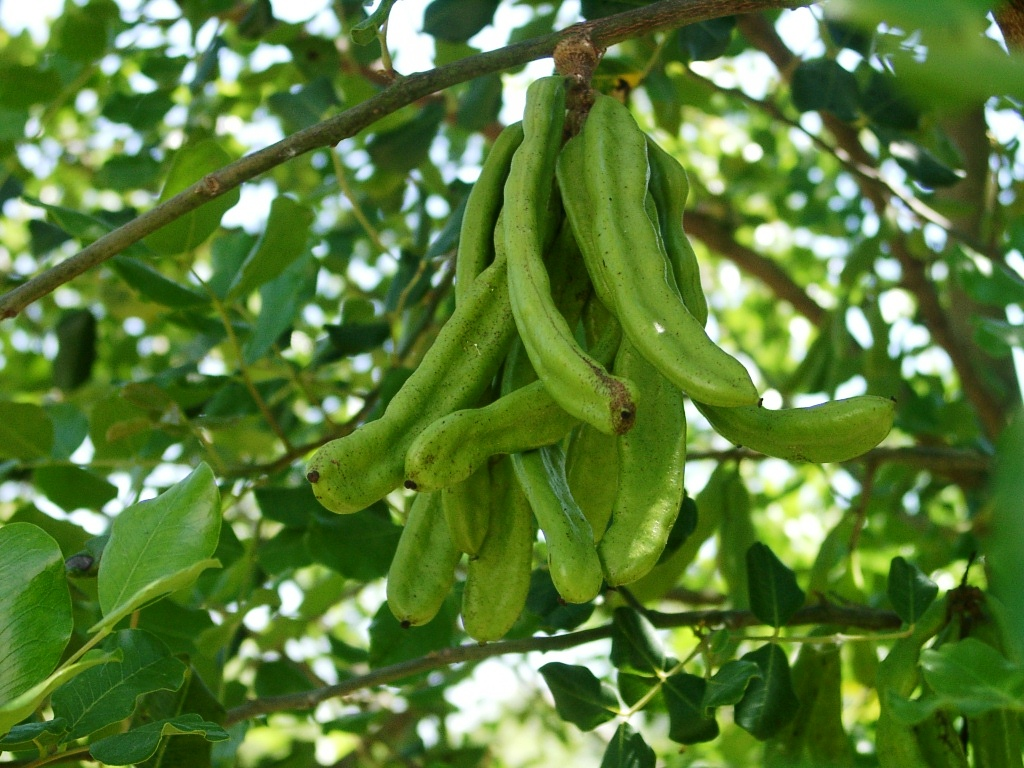
Ceratonia siliqua, vegens verdes 15cm aprox, na árvore.
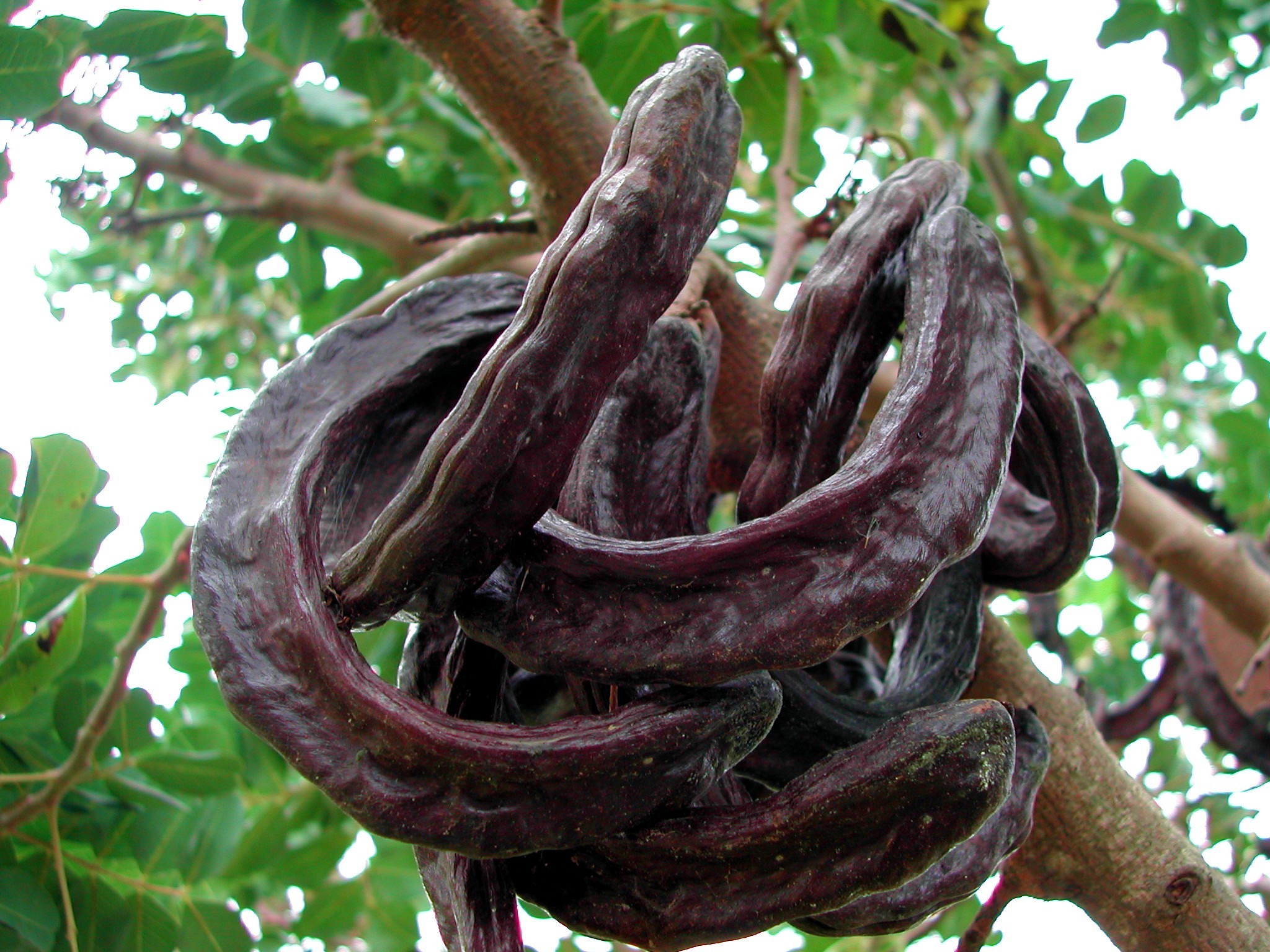
Ceratonia siliqua, Vagens de alfarroba penduradas na árvore. Note que as vagens velhas podem ficar penduradas por anos.

## Cultivo
De acordo com a FAO, os cinco maiores países produtores de Alfarroba são (em toneladas, 2017):
1. Portugal 41.909
2. Itália 28.910
3. Marrocos 21.983
4. Turquia 15.016
5. Grécia 12.528

Fonte: UN Food & Agriculture Organisation (FAO)